# Hikari to tomo ni
Hikari to tomo ni... (恋と心臓? lett. "Con la luce..."), anche conosciuto come Hikari to tomo ni... Jiheishouji wo kakaete (光とともに… ～自閉症児を抱えて～? lett. "Con la luce... Avere l'autismo") è un manga scritto e disegnato da Keiko Tobe. Il manga è stato serializzato in Giappone sulla rivista For Mrs., edita dalla casa editrice Akita Shoten, che l'ha poi pubblicato in formato tankōbon. Una serie dorama tratta dal manga è andata in onda su Nippon Television nel 2004. 
In seguito alla prematura scomparsa dell'autrice nel 2010, il manga è stato interrotto definitivamente.

## Trama
Sachiko Azuma si è appena sposata con Misato, che però diventa sempre più distante dopo la nascita del figlio Hikaru a causa del lavoro. La gestione del figlio diventa poi sempre più difficile, in quanto sembra non reagire agli stimoli esterni e appare sempre distante e isolato, ritrovandosi a volte a piangere senza alcun motivo. In seguito a una visita dal medico, per escludere che sia affetto da sordità, Hikaru viene diagnosticato come autistico. Sachiko fatica a crederci, ma dopo una visita al tempio di famiglia dove Hikaru viene sovrastimolato, e tutti la considerano come una cattiva madre per non averlo tenuto sotto controllo, decide di informarsi sul disturbo da cui è affetto il figlio per farlo comprendere anche agli altri, ed assicurarsi che Hikaru possa crescere e vivere una vita gratificante e in autonomia anche da adulto. 
Il manga segue la vita di Hikaru dalla nascita fino ai primi anni delle medie.

## Personaggi
Sachiko Azuma (東 幸子?, Azuma Sachiko)
Nata come Sachiko Nishiyama, è la protagonista della serie. Inizialmente confusa di fronte al comportamento del figlio e con profondi sensi di colpa per non essere una brava madre, una volta che inizia a comprendere la condizione di Hikaru riesce a mettere le cose in prospettiva, e a capire di non essere lei la ragione della disabilità. Da qui in avanti, non esiterà a educarlo ed aiutarlo perché possa diventare un sereno adulto lavoratore. Donna determinata, dolce e attenta alle esigenze di tutti, è il membro della famiglia che più si prodiga per Hikaru, soprattutto grazie al supporto della famiglia e delle amiche.
Hikaru Azuma (東 光?, Azuma Hikaru)
Figlio di Sachiko e Masato, inizialmente appare distante dal mondo e sempre distratto, nonché sempre prono a scoppiare in pianto. Tuttavia, una volta che cresce e gli viene spiegato come meglio interagire col mondo che lo circonda, Hikaru riesce a fare diversi amici e a vivere una vita normale. Anche se parla poco, è dolce e sensibile, e molto percettivo di quello che gli sta attorno. Il suo nome è scritto con lo stesso kanji di luce, dando così un doppio significato al titolo.
Masato Azuma (東 雅人?, Azuma Masato)
Marito di Sachiko e padre di Hikaru e Kanon. Inizialmente trascura la sua famiglia per dedicarsi al lavoro, apparendo quindi scontroso ed eccessivamente duro, ma una volta che comprende da cosa è affetto suo figlio offre tutto il suo supporto alla moglie, e si mette anche lui a ricercare un buon ambiente, lavorativo e scolastico, per Hikaru. Stravede per Kanon, ed è molto protettivo nei suoi confronti.
Kanon Azuma (東 花音?, Azuma Kanon)
Figlia di Sachiko e Masato, è la sorella minore di Hikaru. Allegra e spensierata, non sempre capisce i comportamenti di suo fratello, ma grazie all'aiuto dei genitori comprende come interagire con lui ed i suoi bisogni. Sachiko teme di trascurarla, o di crescerla per farla solo prendere cura di Hikaru, quindi la sprona sempre a seguire i suoi sogni.

## Media

### Manga
Il manga è apparso per la prima volta sulla rivista For Mrs, dove è stato serializzato dal 28 settembre 2000 fino al 3 aprile 2009. Il manga è stato poi raccolto in formato tankōbon per un totale di quindici volumi, editi dal 2001 al 2010. L'ultimo di questi volumi contiene anche due one-shot dell'autrice, per commemorare la sua scomparsa. Un volume speciale, comprendente due ulteriori capitoli incompleti e terminati da Mei Kawasaki, è stato pubblicato il 16 giugno 2016. 
La serie è stata pubblicata da Yen Press col titolo With the Light... Raising an Autistic Child, ed è poi stata resa disponibile online su JManga.

#### Volumi
| Nº | Data di prima pubblicazione | Data di prima pubblicazione | Data di prima pubblicazione |
| Nº | Giapponese                  | Giapponese                  |                             |
| -- | --------------------------- | --------------------------- | --------------------------- |
| 1  | 19 luglio 2001              | ISBN 978-4-253-10433-3      |                             |
| 2  | 21 febbraio 2002            | ISBN 978-4-253-10434-0      |                             |
| 3  | 31 ottobre 2002             | ISBN 978-4-253-10441-8      |                             |
| 4  | 24 aprile 2003              | ISBN 978-4-253-10442-5      |                             |
| 5  | 4 dicembre 2003             | ISBN 978-4-253-10443-2      |                             |
| 6  | 3 giugno 2004               | ISBN 978-4-253-10444-9      |                             |
| 7  | 25 novembre 2004            | ISBN 978-4-253-10445-6      |                             |
| 8  | 28 maggio 2005              | ISBN 978-4-253-10455-5      |                             |
| 9  | 28 novembre 2005            | ISBN 978-4-253-10456-2      |                             |
| 10 | 28 agosto 2006              | ISBN 978-4-253-10457-9      |                             |
| 11 | 28 maggio 2007              | ISBN 978-4-253-10581-1      |                             |
| 12 | 28 novembre 2007            | ISBN 978-4-253-10582-8      |                             |
| 13 | 28 aprile 2008              | ISBN 978-4-253-10583-5      |                             |
| 14 | 28 gennaio 2009             | ISBN 978-4-253-10584-2      |                             |
| 15 | 3 giugno 2010               | ISBN 978-4-253-10585-9      |                             |

### Dorama
Un dorama tratto dalla serie è andato in onda dal 14 aprile 2004 fino al 23 giugno 2004, per un totale di undici episodi. Ryoko Shinohara ha interpretato Sachiko Azuma, mentre Tatsuya Yamaguchi Masato Azuma.
La sigla iniziale è stata cantata dal gruppo RYTHEM.

## Riconoscimenti
Il manga ha vinto l'Excellence Prize dei Japan Media Arts Festival nel 2004.
Il dorama ha vinto il quarantunesimo Television Drama Academy Awards come Miglior Dorama, Miglior Attrice, Miglior Attore Non Protagonista e Miglior Attrice Non Protagonista, sempre nel 2004.